# Liste des codes IATA des aéroports/Y
Liste des codes IATA des aéroports internationaux.
Le code de deux lettres qui suit la ville est la subdivision du pays (région, État…) selon la norme ISO 3166-2.
- A
- B
- C
- D
- E
- F
- G
- H
- I
- J
- K
- L
- M
- N
- O
- P
- Q
- R
- S
- T
- U
- V
- W
- X
- Y
- Z

- Haut – YA
- YB
- YC
- YD
- YE
- YF
- YG
- YH
- YI
- YJ
- YK
- YL
- YM
- YN
- YO
- YP
- YQ
- YR
- YS
- YT
- YU
- YV
- YW
- YX
- YY
- YZ

## YA
| AITA | OACI | Aéroport                            | Lieu                                         |
| ---- | ---- | ----------------------------------- | -------------------------------------------- |
| YAA  |      | Aéroport d’Anahim Lake              | Anahim Lake, Colombie-Britannique, Canada    |
| YAB  | CYAB | Aéroport d’Arctic Bay               | Arctic Bay, Nunavut, Canada                  |
| YAC  | CYAC | Aéroport de Cat Lake                | Cat Lake, Ontario, Canada                    |
| YAD  |      | Aéroport de Moose Lake              | Moose Lake, Manitoba, Canada                 |
| YAG  | CYAG | Aéroport municipal de Fort Frances  | Fort Frances, Ontario, Canada                |
| YAH  | CYAH | Aéroport de La Grande-4             | Eeyou Istchee Baie-James, Québec, Canada     |
| YAI  | SCCH | Aéroport Général Bernardo O'Higgins | Chillán, Chili                               |
| YAJ  |      | Hydroaérodrome Lyall Harbour        | Île Saturna, Colombie-Britannique, Canada    |
| YAK  | PAYA | Aéroport de Yakutat                 | Yakutat, Alaska, États-Unis                  |
| YAL  | CYAL | Aérodrome d’Alert Bay               | Alert Bay, Colombie-Britannique, Canada      |
| YAM  | CYAM | Aéroport de Sault-Sainte-Marie      | Sault-Sainte-Marie, Ontario, Canada          |
| YAN  | FZIR | Aérodrome de Yangambi               | Yangambi, République démocratique du Congo   |
| YAO  | FKKY | Aéroport de Yaoundé-Ville           | Yaoundé, Cameroun                            |
| YAP  | PTYA | Aéroport international de Yap       | Yap, Micronésie                              |
| YAQ  |      | Hydroaérodrome de Maple Bay         | Maple Bay, Colombie-Britannique, Canada      |
| YAR  | CYAD | Aéroport de La Grande-3             | Eeyou Istchee Baie-James, Québec, Canada     |
| YAS  | NFSW | Aéroport de Yasawa                  | Yasawa, Fidji                                |
| YAT  | CYAT | Aéroport d'Attawapiskat             | Attawapiskat, Ontario, Canada                |
| YAU  |      | Aéroport de Kattiniq-Donaldson      | Rivière-Koksoak, Québec, Canada              |
| YAV  |      | Aérodrome de Mayne Island           | Île Mayne, Colombie-Britannique, Canada      |
| YAX  |      | Aéroport d’Angling Lake-Wapekeka    | Wapekeka, Ontario, Canada                    |
| YAY  | CYAY | Aéroport de St. Anthony             | St. Anthony, Terre-Neuve-et-Labrador, Canada |
| YAZ  | CYAZ | Aéroport de Tofino-Long Beach       | Tofino, Colombie-Britannique, Canada         |

## YB
| AITA | OACI | Aéroport                                        | Lieu                                          |
| ---- | ---- | ----------------------------------------------- | --------------------------------------------- |
| YBA  | CYBA | Aéroport de Banff                               | Banff, Alberta, Canada                        |
| YBB  | CYBB | Aéroport de Kugaaruk                            | Kugaaruk, Nunavut, Canada                     |
| YBC  | CYBC | Aéroport de Baie-Comeau                         | Pointe-Lebel, Québec, Canada                  |
| YBE  | CYBE | Aéroport d'Uranium City                         | Uranium City, Saskatchewan, Canada            |
| YBF  |      | Aérodrome de Bamfield                           | Bamfield, Colombie-Britannique, Canada        |
| YBG  | CYBG | Aéroport de Bagotville                          | Saguenay, Québec, Canada                      |
| YBH  |      | Hydroaéroport de Bull Harbour                   | Bull Harbour, Colombie-Britannique, Canada    |
| YBI  |      | Aéroport de Black Tickle                        | Black Tickle, Terre-Neuve-et-Labrador, Canada |
| YBJ  |      | Hydroaéroport de Baie-Johan-Beetz               | Baie-Johan-Beetz, Québec, Canada              |
| YBK  | CYBK | Aéroport de Baker Lake                          | Qamani'tuaq, Nunavut, Canada                  |
| YBL  | CYBL | Aéroport de Campbell River                      | Campbell River, Colombie-Britannique, Canada  |
| YBO  |      | Aéroport de Bob Quinn Lake                      | Bob Quinn Lake, Colombie-Britannique, Canada  |
| YBP  | ZUYB | Aéroport de Yibin-Caiba                         | Yibin, Chine                                  |
| YBQ  |      | Hydroaéroport de l'Île Thetis-Telegraph Harbour | Île Thetis, Colombie-Britannique, Canada      |
| YBR  | CYBR | Aérodrome de Brandon                            | Brandon, Manitoba, Canada                     |
| YBS  |      | Aéroport d’Opapimiskan Lake                     | Opapimiskan Lake, Ontario, Canada             |
| YBT  | CYBT | Aéroport de Brochet                             | Brochet, Manitoba, Canada                     |
| YBV  | CYBV | Aéroport de Berens River                        | Berens River, Manitoba, Canada                |
| YBW  |      | Hydroaérodrome de Bedwell Harbour               | Bedwell Harbour, Colombie-Britannique, Canada |
| YBX  | CYBX | Aéroport Lourdes-de-Blanc-Sablon                | Blanc-Sablon, Québec, Canada                  |
| YBY  | CYBF | Aéroport de Bonnyville                          | Bonnyville, Alberta, Canada                   |

## YC
| AITA | OACI | Aéroport                                   | Lieu                                               |
| ---- | ---- | ------------------------------------------ | -------------------------------------------------- |
| YCA  |      | Aérodrome de Courtenay                     | Courtenay, Colombie-Britannique, Canada            |
| YCB  | CYCB | Aéroport de Cambridge Bay                  | Ikaluktutiak, Nunavut, Canada                      |
| YCC  | CYCC | Aéroport régional de Cornwall              | Cornwall, Ontario, Canada                          |
| YCD  | CYCD | Aéroport de Nanaimo                        | Nanaimo, Colombie-Britannique, Canada              |
| YCE  | CYCE | Aérodrome de Centralia/James T. Field (en) | Centralia, Ontario, Canada                         |
| YCF  |      | Aérodrome de l’Île Cortes (en)             | Île Cortes, Colombie-Britannique, Canada           |
| YCG  | CYCG | Aéroport régional de West Kootenay         | Castlegar, Colombie-Britannique, Canada            |
| YCH  | CYCH | Aéroport de Miramichi                      | Miramichi, Nouveau-Brunswick, Canada               |
| YCK  | CYVL | Aéroport de Colville Lake-Tommy Kochon     | Colville Lake, Territoires du Nord-Ouest, Canada   |
| YCL  | CYCL | Aéroport de Charlo                         | Charlo, Nouveau-Brunswick, Canada                  |
| YCM  | CYSN | Aérodrome de Saint Catharines (en)         | Saint Catharines, Ontario, Canada                  |
| YCN  | CYCN | Aérodrome de Cochrane                      | Cochrane, Ontario, Canada                          |
| YCO  | CYCO | Aéroport de Kugluktuk                      | Kugluktuk, Nunavut, Canada                         |
| YCQ  | CYCQ | Aéroport de Chetwynd                       | Chetwynd, Colombie-Britannique, Canada             |
| YCR  | CYCR | Aéroport de Cross Lake (en)                | Cross Lake, Manitoba, Canada                       |
| YCS  | CYCS | Aéroport de Chesterfield Inlet             | Chesterfield Inlet, Nunavut, Canada                |
| YCT  | CYCT | Aéroport de Coronation                     | Coronation, Alberta, Canada                        |
| YCU  | ZBYC | Aéroport de Yuncheng Guangong              | Yuncheng, Chine                                    |
| YCW  | CYCW | Aéroport de Chilliwack                     | Chilliwack, Colombie-Britannique, Canada           |
| YCY  | CYCY | Aéroport de Clyde River                    | Clyde River, Nunavut, Canada                       |
| YCZ  | CYCZ | Aéroport de Fairmont Hot Springs           | Fairmont Hot Springs, Colombie-Britannique, Canada |

## YD
| AITA | OACI | Aéroport                                   | Lieu                                            |
| ---- | ---- | ------------------------------------------ | ----------------------------------------------- |
| YDA  | CYDA | Aéroport de Dawson City                    | Dawson City, Yukon, Canada                      |
| YDB  | CYDB | Aéroport de Burwash                        | Burwash Landing, Yukon, Canada                  |
| YDC  |      | Aéroport industriel de Drayton Valley      | Drayton Valley, Alberta, Canada                 |
| YDE  |      | Aéroport de Paradise River                 | Paradise River, Terre-Neuve-et-Labrador, Canada |
| YDF  | CYDF | Aéroport régional de Deer Lake             | Deer Lake, Terre-Neuve-et-Labrador, Canada      |
| YDG  | CYID | Aéroport régional de Digby-Annapolis       | Digby, Nouvelle-Écosse, Canada                  |
| YDJ  |      | Aéroport de Hatchet Lake                   | Hatchet Lake, Saskatchewan, Canada              |
| YDL  | CYDL | Aéroport de Dease Lake                     | Dease Lake, Colombie-Britannique, Canada        |
| YDN  | CYDN | Aérodrome Lt. Col W.G. (Billy) Barker (en) | Dauphin, Manitoba, Canada                       |
| YDO  | CYDO | Aéroport de Dolbeau-Saint-Félicien         | Dolbeau-Mistassini, Québec, Canada              |
| YDP  | CYDP | Aéroport de Nain                           | Nain, Terre-Neuve-et-Labrador, Canada           |
| YDQ  | CYDQ | Aéroport de Dawson Creek                   | Dawson Creek, Colombie-Britannique, Canada      |
| YDT  | CZBB | Aérodrome de Boundary Bay (en)             | Vancouver, Colombie-Britannique, Canada         |
| YDU  |      | Aéroport de Kasba Lake                     | Lac Kasba, Territoires du Nord-Ouest, Canada    |
| YDV  | CZTA | Aéroport de Bloodvein River                | Bloodvein, Manitoba, Canada                     |
| YDW  |      | Aéroport d’Obre Lake-North of Sixty        | Obre Lake, Territoires du Nord-Ouest, Canada    |

## YE
| AITA | OACI | Aéroport                                      | Lieu                                      |
| ---- | ---- | --------------------------------------------- | ----------------------------------------- |
| YEA  |      | Aire métropolitaine                           | Edmonton, Alberta, Canada                 |
| YEB  |      | Aéroport de Bar River                         | Bar River, Ontario, Canada                |
| YEC  | RKTY | Base aérienne de Yecheon                      | Yecheon, Corée du Sud                     |
| YEG  | CYEG | Aéroport international d'Edmonton             | Edmonton, Alberta, Canada                 |
| YEI  | LTBR | Aéroport de Yenişehir                         | Yenişehir, Turquie                        |
| YEK  | CYEK | Aéroport d’Arviat                             | Arviat, Nunavut, Canada                   |
| YEL  | CYEL | Aéroport municipal d’Elliot Lake              | Elliot Lake, Ontario, Canada              |
| YEM  | CYEM | Aérodrome de Manitowaning/Manitoulin Est (en) | Assiginack, Ontario, Canada               |
| YEN  | CYEN | Aérodrome régional d’Estevan                  | Estevan, Saskatchewan, Canada             |
| YEO  | EDGY | Base aéronavale de Yeovilton                  | Yeovilton, Angleterre, Royaume-Uni        |
| YEQ  |      | Aérodrome de Yankisa                          | Yankisa, Papouasie-Nouvelle-Guinée        |
| YER  | CYER | Aéroport de Fort Severn                       | Fort Severn, Ontario, Canada              |
| YES  | OISY | Aérodrome de Yassoudj (en)                    | Yassoudj, Iran                            |
| YET  | CYET | Aéroport d’Edson                              | Edson, Alberta, Canada                    |
| YEU  | CYEU | Aéroport d’Eureka                             | Eureka, Nunavut, Canada                   |
| YEV  | CYEV | Aéroport d’Inuvik-Mike Zubko                  | Inuvik, Territoires du Nord-Ouest, Canada |
| YEY  | CYEY | Aéroport d’Amos-Magny                         | Amos, Québec, Canada                      |

## YF
| AITA | OACI | Aéroport                              | Lieu                                               |
| ---- | ---- | ------------------------------------- | -------------------------------------------------- |
| YFA  | CYFA | Aéroport de Fort Albany               | Fort Albany, Ontario, Canada                       |
| YFB  | CYFB | Aéroport d'Iqaluit                    | Iqaluit, Nunavut, Canada                           |
| YFC  | CYFC | Aéroport international de Fredericton | Fredericton, Nouveau-Brunswick, Canada             |
| YFE  | CYFE | Aéroport de Forestville               | Forestville, Québec, Canada                        |
| YFG  |      | Aérodrome de Fontanges                | Fontanges, Québec, Canada                          |
| YFH  | CYFH | Aéroport de Fort Hope                 | Fort Hope, Ontario, Canada                         |
| YFI  | CYFI | Aérodrome Fort-MacKay-Firebag         | Wood Buffalo, Alberta, Canada                      |
| YFJ  | CYWE | Aérodrome de Wekweètì                 | Wekweètì, Territoires du Nord-Ouest, Canada        |
| YFL  |      | Aérodrome de Fort Reliance            | Fort Reliance, Territoires du Nord-Ouest, Canada   |
| YFO  | CYFO | Aéroport de Flin Flon                 | Kelsey, Manitoba, Canada                           |
| YFR  | CYFR | Aéroport de Fort Resolution           | Fort Resolution, Territoires du Nord-Ouest, Canada |
| YFS  | CYFS | Aérodrome de Fort Simpson             | Fort Simpson, Territoires du Nord-Ouest, Canada    |
| YFT  |      | Taipa Ferry Terminal (en)             | Taipa, Macao                                       |
| YFX  |      | Aérodrome Saint Lewis-Fox Harbour     | Saint Lewis, Terre-Neuve-et-Labrador, Canada       |

## YG
| AITA | OACI | Aéroport                               | Lieu                                              |
| ---- | ---- | -------------------------------------- | ------------------------------------------------- |
| YGB  | CYGB | Aéroport Texada-Gillies Bay            | Île Texada, Colombie-Britannique, Canada          |
| YGC  |      | Aérodrome de Grande Cache (en)         | Grande Cache, Alberta, Canada                     |
| YGE  |      | Aérodrome de George Harbour            | George Harbour, Colombie-Britannique, Canada      |
| YGG  |      | Hydroaérodrome de Ganges (en)          | Ganges, Colombie-Britannique, Canada              |
| YGH  | CYGH | Aéroport de Fort Good Hope             | Fort Good Hope, Territoires du Nord-Ouest, Canada |
| YGJ  | RJOH | Aéroport de Yonago-Miho                | Yonago, Japon                                     |
| YGK  | CYGK | Aéroport Kingston-Norman Rogers        | Kingston, Ontario, Canada                         |
| YGL  | CYGL | Aéroport de Radisson Grande-Rivière    | Radisson, Québec, Canada                          |
| YGM  |      | Aérodrome industriel de Gimli (en)     | Gimli, Manitoba, Canada                           |
| YGN  |      | Hydroaérodrome de Greenway Sound       | Greenway Sound, Colombie-Britannique, Canada      |
| YGO  | CYGO | Aéroport de Gods Lake Narrows          | Gods Lake Narrows, Manitoba, Canada               |
| YGP  | CYGP | Aéroport Michel-Pouliot de Gaspé       | Gaspé, Québec, Canada                             |
| YGQ  | CYGQ | Aéroport régional Geraldton-Greenstone | Greenstone, Ontario, Canada                       |
| YGR  | CYGR | Aéroport des Îles-de-la-Madeleine      | Les Îles-de-la-Madeleine, Québec, Canada          |
| YGT  | CYGT | Aéroport d'Igloolik                    | Igloolik, Nunavut, Canada                         |
| YGV  | CYGV | Aéroport de Havre-Saint-Pierre         | Havre-Saint-Pierre, Québec, Canada                |
| YGW  | CYGW | Aéroport de Kuujjuarapik               | Kuujjuarapik, Québec, Canada                      |
| YGX  | CYGX | Aéroport de Gillam                     | Gillam, Manitoba, Canada                          |
| YGZ  | CYGZ | Aéroport de Grise Fiord                | Grise Fiord, Nunavut, Canada                      |

## YH
| AITA | OACI | Aéroport                                        | Lieu                                               |
| ---- | ---- | ----------------------------------------------- | -------------------------------------------------- |
| YHA  |      | Aéroport de Port Hope Simpson                   | Port Hope Simpson, Terre-Neuve-et-Labrador, Canada |
| YHB  | CYHB | Aéroport de Hudson Bay                          | Hudson Bay, Saskatchewan, Canada                   |
| YHC  |      | Hydroaérodrome d'Hakai Passage                  | Hakai Passage, Colombie-Britannique, Canada        |
| YHD  | CYHD | Aéroport régional de Dryden                     | Dryden, Ontario, Canada                            |
| YHE  | CYHE | Aérodrome de Hope                               | Hope, Colombie-Britannique, Canada                 |
| YHF  | CYHF | Aéroport municipal de Hearst-René Fontaine      | Hearst, Ontario, Canada                            |
| YHG  |      | Aéroport de Charlottetown                       | Charlottetown, Terre-Neuve-et-Labrador, Canada     |
| YHH  |      | Hydroaérodrome de Campbell River (en)           | Campbell River, Colombie-Britannique, Canada       |
| YHI  | CYHI | Aéroport d’Ulukhaktok-Holman                    | Ulukhaktok, Territoires du Nord-Ouest, Canada      |
| YHK  | CYHK | Aéroport de Gjoa Haven                          | Gjoa Haven, Nunavut, Canada                        |
| YHM  | CYHM | Aéroport international John C. Munro d'Hamilton | Hamilton, Ontario, Canada                          |
| YHN  | CYHN | Aéroport municipal de Hornepayne                | Hornepayne, Ontario, Canada                        |
| YHO  | CYHO | Aéroport de Hopedale                            | Hopedale, Terre-Neuve-et-Labrador, Canada          |
| YHP  | CYHP | Aéroport de Poplar Hill                         | Poplar Hill, Ontario, Canada                       |
| YHR  | CYHR | Aéroport de Chevery                             | Chevery, Québec, Canada                            |
| YHS  |      | Aérodrome de Sechelt                            | Sechelt, Colombie-Britannique, Canada              |
| YHT  | CYHT | Aéroport de Haines Junction                     | Haines Junction, Yukon, Canada                     |
| YHU  | CYHU | Aéroport de Saint-Hubert                        | Longueuil, Québec, Canada                          |
| YHY  | CYHY | Aéroport Hay River-Merlyn Carter                | Hay River, Territoires du Nord-Ouest, Canada       |
| YHZ  | CYHZ | Aéroport international Stanfield d'Halifax      | Halifax, Nouvelle-Écosse, Canada                   |

## YI
| AITA | OACI | Aéroport                             | Lieu                                  |
| ---- | ---- | ------------------------------------ | ------------------------------------- |
| YIA  | WAHI | Aéroport international de Yogyakarta | Yogyakarta, Indonésie                 |
| YIB  | CYIB | Aéroport municipal d’Atikokan        | Atikokan, Ontario, Canada             |
| YIC  | ZSYC | Aéroport de Yichun-Mingyueshan       | Yichun, Chine                         |
| YIE  | ZBES | Aéroport d'Arxan Yi'ershi (en)       | Arxan, Chine                          |
| YIF  | CYIF | Aéroport de Saint-Augustin           | Saint-Augustin, Québec, Canada        |
| YIG  |      | Hydroaérodrome de Big Bay (en)       | Big Bay, Colombie-Britannique, Canada |
| YIH  | ZHYC | Aéroport de Yichang-Sanxia           | Yichang, Chine                        |
| YIK  | CYIK | Aéroport d'Ivujivik                  | Ivujivik, Québec, Canada              |
| YIN  | ZWYN | Aéroport de Yining                   | Yining, Chine                         |
| YIO  | CYIO | Aéroport de Pond Inlet               | Pond Inlet, Nunavut, Canada           |
| YIP  | KYIP | Aérodrome de Willow Run (en)         | Détroit, Michigan, États-Unis         |
| YIV  | CYIV | Aéroport d’Island Lake               | Island Lake, Manitoba, Canada         |
| YIW  | ZSYW | Aéroport de Yiwu                     | Yiwu, Chine                           |

## YJ
| AITA | OACI | Aéroport                               | Lieu                                          |
| ---- | ---- | -------------------------------------- | --------------------------------------------- |
| YJA  | CYJA | Aéroport de Jasper                     | Jasper, Alberta, Canada                       |
| YJF  | CYJF | Aéroport de Fort Liard                 | Fort Liard, Territoires du Nord-Ouest, Canada |
| YJN  | CYJN | Aéroport de Saint-Jean-sur-Richelieu   | Saint-Jean-sur-Richelieu, Québec, Canada      |
| YJP  |      | Aéroport Jasper-Hinton                 | Hinton, Alberta, Canada                       |
| YJS  | ZKSE | Aéroport de Samjiyŏn                   | Samjiyŏn, Corée du Nord                       |
| YJT  | CYJT | Aéroport international de Stephenville | Stephenville, Terre-Neuve-et-Labrador, Canada |

## YK
| AITA | OACI | Aéroport                                             | Lieu                                          |
| ---- | ---- | ---------------------------------------------------- | --------------------------------------------- |
| YKA  | CYKA | Aéroport de Kamloops-Fulton Field                    | Kamloops, Colombie-Britannique, Canada        |
| YKC  | CYKC | Aéroport de Collins Bay                              | Collins Bay, Saskatchewan, Canada             |
| YKD  | CYKM | Aéroport de Kincardine                               | Kincardine, Ontario, Canada                   |
| YKE  |      | Aéroport de Knee Lake                                | Knee Lake, Manitoba, Canada                   |
| YKF  | CYKF | Aéroport international de la région de Waterloo (en) | Kitchener/Cambridge/Waterloo, Ontario, Canada |
| YKG  | CYAS | Aéroport de Kangirsuk                                | Kangirsuk, Québec, Canada                     |
| YKH  | ZYYK | Aéroport de Yingkou Lanqi (en)                       | Yingkou, Chine                                |
| YKJ  | CYKJ | Aéroport de Key Lake                                 | Key Lake, Saskatchewan, Canada                |
| YKK  |      | Hydroaérodrome de Kitkatla (en)                      | Kitkatla, Colombie-Britannique, Canada        |
| YKL  | CYKL | Aéroport de Schefferville                            | Schefferville, Québec, Canada                 |
| YKM  | KYKM | Aéroport de Yakima                                   | Yakima, Washington, États-Unis                |
| YKN  | KYKN | Aérodrome de Chan Gurney (en)                        | Yankton, Dakota du Sud, États-Unis            |
| YKO  | LTCW | Aérodrome de Hakkari (en)                            | Hakkari/Yüksekova, Turquie                    |
| YKQ  | CYKQ | Aéroport de Waskaganish                              | Waskaganish, Québec, Canada                   |
| YKS  | UEEE | Aéroport d'Iakoutsk                                  | Iakoutsk, Russie                              |
| YKT  |      | Hydroaérodrome de Klemtu                             | Klemtu, Colombie-Britannique, Canada          |
| YKU  |      | Aéroport de Chisasibi                                | Chisasibi, Québec, Canada                     |
| YKX  | CYKX | Aéroport de Kirkland Lake                            | Kirkland Lake, Ontario, Canada                |
| YKY  | CYKY | Aéroport régional de Kindersley                      | Kindersley, Saskatchewan, Canada              |
| YKZ  | CYKZ | Aéroport municipal de Buttonville                    | Buttonville, Ontario, Canada                  |

## YL
| AITA | OACI | Aéroport                          | Lieu                                     |
| ---- | ---- | --------------------------------- | ---------------------------------------- |
| YLB  | CYLB | Aéroport de Lac La Biche          | Lac La Biche, Alberta, Canada            |
| YLC  | CYLC | Aéroport de Kimmirut              | Kimmirut, Nunavut, Canada                |
| YLD  | CYLD | Aéroport de Chapleau              | Chapleau, Ontario, Canada                |
| YLE  |      | Aérodrome de Whatì                | Whatì, Territoires du Nord-Ouest, Canada |
| YLG  | YYAL | Aéroport de Yalgoo                | Yalgoo, Australie-Occidentale, Australie |
| YLH  | CYLH | Aéroport de Lansdowne House       | Neskantaga, Ontario, Canada              |
| YLI  | EFYL | Aéroport de Ylivieska             | Ylivieska, Finlande                      |
| YLJ  | CYLJ | Aérodrome du lac Meadow (en)      | Meadow Lake, Saskatchewan, Canada        |
| YLK  | CYLS | Aéroport régional de Lake Simcoe  | Oro-Medonte, Ontario, Canada             |
| YLL  | CYLL | Aéroport de Lloydminster          | Lloydminster, Alberta, Canada            |
| YLM  |      | Aérodrome de Tripp Creek          | Clinton Creek, Yukon, Canada             |
| YLN  | ZYYL | Aéroport d'Ylan                   | Yilan, Chine                             |
| YLP  | CYLP | Aérodrome de Mingan               | Mingan, Québec, Canada                   |
| YLQ  | CYLQ | Aéroport de La Tuque              | La Tuque, Québec, Canada                 |
| YLR  | CYLR | Aéroport de Leaf Rapids           | Leaf Rapids, Manitoba, Canada            |
| YLS  |      | Aéroport de Lebel-sur-Quévillon   | Lebel-sur-Quévillon, Québec, Canada      |
| YLT  | CYLT | Aéroport d'Alert                  | Alert, Nunavut, Canada                   |
| YLV  | UBEE | Aéroport de Yevlakh               | Yevlax, Azerbaïdjan                      |
| YLW  | CYLW | Aéroport international de Kelowna | Kelowna, Colombie-Britannique, Canada    |
| YLY  | CYNJ | Aéroport régional de Langley      | Langley, Colombie-Britannique, Canada    |

## YM
| AITA | OACI | Aéroport                                | Lieu                                                     |
| ---- | ---- | --------------------------------------- | -------------------------------------------------------- |
| YMA  | CYMA | Aéroport de Mayo                        | Mayo, Yukon, Canada                                      |
| YMB  |      | Aéroport de Merritt                     | Île du Prince-Patrick, Territoires du Nord-Ouest, Canada |
| YMD  | CYMD | Aéroport de Mould Bay (en)              | Matane, Québec, Canada                                   |
| YME  | CYME | Aéroport Russell-Burnett                | Matane, Québec, Canada                                   |
| YMF  |      | Hydroaérodrome de Montague Harbour      | Île Galiano, Colombie-Britannique, Canada                |
| YMG  | CYMG | Aéroport de Manitouwadge                | Manitouwadge, Ontario, Canada                            |
| YMH  | CYMH | Aéroport de Mary's Harbour              | Mary's Harbour, Terre-Neuve-et-Labrador, Canada          |
| YMJ  | CYMJ | Base des Forces canadiennes Moose Jaw   | Moose Jaw, Saskatchewan, Canada                          |
| YMK  | USDK | Aérodrome de Mys-Kamenny                | Mys-Kamenny, Iamalie, Russie                             |
| YML  | CYML | Aéroport de Charlevoix                  | Saint-Irénée, Québec, Canada                             |
| YMM  | CYMM | Aéroport de Fort McMurray               | Fort McMurray, Alberta, Canada                           |
| YMN  | CYFT | Aéroport de Makkovik                    | Makkovik, Terre-Neuve-et-Labrador, Canada                |
| YMO  | CYMO | Aéroport de Moosonee                    | Moosonee, Ontario, Canada                                |
| YMP  |      | Aéroport de Port McNeill                | Port McNeill, Colombie-Britannique, Canada               |
| YMQ  |      | Aire métropolitaine                     | Montréal, Québec, Canada                                 |
| YMS  | SPMS | Aéroport de Yurimaguas (en)             | Yurimaguas, Québec, Pérou                                |
| YMT  | CYMT | Aéroport de Chibougamau-Chapais         | Chibougamau, Québec, Canada                              |
| YMU  |      | Aérodrome de Mansons Landing            | Mansons Landing, Colombie-Britannique, Canada            |
| YMV  |      | Aérodrome de Mary River                 | Mary River, Nunavut, Canada                              |
| YMW  | CYMW | Aéroport de Maniwaki                    | Maniwaki, Québec, Canada                                 |
| YMX  | CYMX | Aéroport international Montréal-Mirabel | Montréal, Québec, Canada                                 |
| YMY  | CYMY | Adaport Victoria de Montréal            | Montréal, Québec, Canada                                 |

## YN
| AITA | OACI | Aéroport                                   | Lieu                                           |
| ---- | ---- | ------------------------------------------ | ---------------------------------------------- |
| YNA  | CYNA | Aéroport de Natashquan                     | Natashquan, Québec, Canada                     |
| YNB  | OEYN | Aéroport de Yanbu                          | Yanbu, Arabie saoudite                         |
| YNC  | CYNC | Aéroport de Wemindji                       | Wemindji, Québec, Canada                       |
| YND  | CYND | Aéroport exécutif Gatineau-Ottawa          | Gatineau, Québec, Canada                       |
| YNE  | CYNE | Aéroport de Norway House                   | Norway House, Manitoba, Canada                 |
| YNG  | KYNG | Aéroport régional de Youngstown-Warren     | Youngstown/Warren, Ohio, États-Unis            |
| YNH  | CYNH | Aéroport de Hudson’s Hope                  | Hudson's Hope, Colombie-Britannique, Canada    |
| YNJ  | ZYYJ | Aéroport de Yanji Chaoyangchuan            | Yanji, Chine                                   |
| YNL  | CYNL | Aéroport de Points North Landing           | Points North Landing, Saskatchewan, Canada     |
| YNM  | CYNM | Aéroport de Matagami                       | Matagami, Québec, Canada                       |
| YNN  |      | Aéroport de Yandicoogina                   | Yandicoogina, Australie-Occidentale, Australie |
| YNO  |      | Aéroport de North Spirit Lake              | North Spirit Lake, Ontario, Canada             |
| YNP  |      | Aéroport de Natuashish                     | Natuashish, Terre-Neuve-et-Labrador, Canada    |
| YNS  | CYHH | Aéroport de Nemiscau                       | Nemaska, Québec, Canada                        |
| YNT  | ZSYT | Aéroport international de Yantai Penglai   | Yantai, Chine                                  |
| YNX  |      | Aéroport de Snap Lake                      | Snap Lake, Territoires du Nord-Ouest, Canada   |
| YNY  | RKNY | Aéroport international de Yangyang         | Sokcho/Gangneung, Corée du Sud                 |
| YNZ  | ZSYN | Aéroport international de Yancheng-Nanyang | Yancheng, Chine                                |

## YO
| AITA | OACI | Aéroport                                           | Lieu                                     |
| ---- | ---- | -------------------------------------------------- | ---------------------------------------- |
| YOA  | CYOA | Aéroport d'Ekati                                   | Ekati, Territoires du Nord-Ouest, Canada |
| YOC  | CYOC | Aéroport d’Old Crow                                | Old Crow, Yukon, Canada                  |
| YOD  | CYOD | Base des Forces canadiennes Cold Lake              | Cold Lake, Alberta, Canada               |
| YOE  |      | Aéroport de Donnelly                               | Donnelly, Alberta, Canada                |
| YOG  | CYKP | Aéroport d’Ogoki Post                              | Marten Falls, Ontario, Canada            |
| YOH  | CYOH | Aéroport d’Oxford House                            | Oxford House, Manitoba, Canada           |
| YOI  |      | Aérodrome d’Opinaca (aérodrome d'un projet minier) | Eeyou Istchee Baie-James, Québec, Canada |
| YOJ  | CYOJ | Aéroport de High Level                             | High Level, Alberta, Canada              |
| YOL  | DNYO | Aéroport de Yola                                   | Yola, Nigeria                            |
| YON  | VQTY | Aéroport de Yongphulla                             | Trashigang, Bhoutan                      |
| YOO  | CYOO | Aéroport d’Oshawa                                  | Oshawa, Ontario, Canada                  |
| YOP  | CYOP | Aéroport de Rainbow Lake                           | Rainbow Lake, Alberta, Canada            |
| YOS  | CYOS | Aéroport régional d’Owen Sound-Billy Bishop        | Owen Sound, Ontario, Canada              |
| YOT  | LLYO | Aéroport de Yotvata                                | Yotvata, Israël                          |
| YOW  | CYOW | Aéroport international Macdonald-Cartier d'Ottawa  | Ottawa, Ontario, Canada                  |

## YP
| AITA | OACI | Aéroport                                         | Lieu                                         |
| ---- | ---- | ------------------------------------------------ | -------------------------------------------- |
| YPA  | CYPA | Aéroport de Prince Albert-Glass Field            | Prince Albert, Saskatchewan, Canada          |
| YPB  |      | Aéroport régional de Port Alberni-Alberni Valley | Port Alberni, Colombie-Britannique, Canada   |
| YPC  | CYPC | Aéroport de Paulatuk-Nora Aliqatchialuk Ruben    | Paulatuk, Territoires du Nord-Ouest, Canada  |
| YPD  |      | Aéroport municipal de Parry Sound                | Parry Sound, Ontario, Canada                 |
| YPE  | CYPE | Aéroport de Peace River                          | Rivière-la-Paix, Alberta, Canada             |
| YPG  | CYPG | Aéroport de Portage la Prairie-Southport         | Portage la Prairie, Manitoba, Canada         |
| YPH  | CYPH | Aéroport d’Inukjuak                              | Inukjuak, Québec, Canada                     |
| YPI  |      | Aérodrome de Port Simpson                        | Lax Kw'alaams, Colombie-Britannique, Canada  |
| YPJ  | CYLA | Aéroport d’Aupaluk                               | Aupaluk, Québec, Canada                      |
| YPL  | CYPL | Aéroport de Pickle Lake                          | Pickle Lake, Ontario, Canada                 |
| YPM  | CYPM | Aérodrome de Pikangikum                          | Pikangikum, Ontario, Canada                  |
| YPN  | CYPN | Aéroport de Port-Menier                          | Port-Menier, Québec, Canada                  |
| YPO  | CYPO | Aéroport de Peawanuck                            | Peawanuck, Ontario, Canada                   |
| YPQ  | CYPQ | Aéroport de Peterborough                         | Peterborough, Ontario, Canada                |
| YPR  | CYPR | Aéroport de Prince Rupert                        | Prince Rupert, Colombie-Britannique, Canada  |
| YPS  | CYPD | Aéroport de Port Hawkesbury                      | Port Hawkesbury, Nouvelle-Écosse, Canada     |
| YPT  |      | Aérodrome de Pender Harbour                      | Pender Harbour, Colombie-Britannique, Canada |
| YPW  | CYPW | Aéroport de Powell River                         | Powell River, Colombie-Britannique, Canada   |
| YPX  | CYPX | Aéroport de Puvirnituq                           | Puvirnituq, Québec, Canada                   |
| YPY  | CYPY | Aéroport de Fort Chipewyan                       | Fort Chipewyan, Alberta, Canada              |
| YPZ  | CYPZ | Aéroport de Burns Lake                           | Burns Lake, Colombie-Britannique, Canada     |

## YQ
| AITA | OACI | Aéroport                                     | Lieu                                     |
| ---- | ---- | -------------------------------------------- | ---------------------------------------- |
| YQA  | CYQA | Aéroport de Muskoka                          | Muskoka, Ontario, Canada                 |
| YQB  | CYQB | Aéroport international Jean-Lesage de Québec | Québec, Québec, Canada                   |
| YQC  | CYHA | Aéroport de Quaqtaq                          | Quaqtaq, Québec, Canada                  |
| YQD  | CYQD | Aéroport du Pas                              | Le Pas, Manitoba, Canada                 |
| YQF  | CYQF | Aéroport régional de Red Deer                | Red Deer, Alberta, Canada                |
| YQG  | CYQG | Aéroport international de Windsor            | Windsor, Ontario, Canada                 |
| YQH  | CYQH | Aéroport de Watson Lake                      | Watson Lake, Yukon, Canada               |
| YQI  | CYQI | Aéroport de Yarmouth                         | Yarmouth, Nouvelle-Écosse, Canada        |
| YQJ  |      | Hydroaérodrome d'April Point                 | Île Quadra, Colombie-Britannique, Canada |
| YQK  | CYQK | Aéroport de Kenora                           | Kenora, Ontario, Canada                  |
| YQL  | CYQL | Aéroport de Lethbridge                       | Lethbridge, Alberta, Canada              |
| YQM  | CYQM | Aéroport international Roméo-LeBlanc         | Moncton, Nouveau-Brunswick, Canada       |
| YQN  | CYQN | Aéroport de Nakina                           | Greenstone, Ontario, Canada              |
| YQQ  | CYQQ | Base des Forces canadiennes Comox            | Comox, Colombie-Britannique, Canada      |
| YQR  | CYQR | Aéroport international de Regina             | Regina, Saskatchewan, Canada             |
| YQS  | CYQS | Aéroport municipal de St. Thomas             | St. Thomas, Ontario, Canada              |
| YQT  | CYQT | Aéroport international de Thunder Bay        | Thunder Bay, Ontario, Canada             |
| YQU  | CYQU | Aéroport de Grande Prairie                   | Grande Prairie, Alberta, Canada          |
| YQV  | CYQV | Aéroport municipal de Yorkton                | Yorkton, Saskatchewan, Canada            |
| YQW  | CYQW | Aéroport de North Battleford                 | North Battleford, Saskatchewan, Canada   |
| YQX  | CYQX | Aéroport international de Gander             | Gander, Terre-Neuve-et-Labrador, Canada  |
| YQY  | CYQY | Aéroport de Sydney-J.A. Douglas McCurdy      | Sydney, Nouvelle-Écosse, Canada          |
| YQZ  | CYQZ | Aéroport de Quesnel                          | Quesnel, Colombie-Britannique, Canada    |

## YR
| AITA | OACI | Aéroport                         | Lieu                                        |
| ---- | ---- | -------------------------------- | ------------------------------------------- |
| YRA  | CYRA | Aérodrome de Gamètì/Rae Lakes    | Gamètì, Territoires du Nord-Ouest, Canada   |
| YRB  | CYRB | Aéroport de Resolute Bay         | Resolute, Nunavut, Canada                   |
| YRC  | CYRC | Aéroport de Saint-Honoré         | Saint-Honoré, Québec, Canada                |
| YRD  |      | Aéroport de Dean River (en)      | Rivière Dean, Colombie-Britannique, Canada  |
| YRF  | CYCA | Aéroport de Cartwright           | Cartwright, Terre-Neuve-et-Labrador, Canada |
| YRG  |      | Aéroport de Rigolet              | Rigolet, Terre-Neuve-et-Labrador, Canada    |
| YRI  | CYRI | Aéroport de Rivière-du-Loup      | Rivière-du-Loup, Québec, Canada             |
| YRJ  | CYRJ | Aéroport de Roberval             | Roberval, Québec, Canada                    |
| YRL  | CYRL | Aéroport de Red Lake             | Red Lake, Ontario, Canada                   |
| YRM  | CYRM | Aéroport de Rocky Mountain House | Rocky Mountain House, Alberta, Canada       |
| YRN  |      | Aérodrome de Rivers Inlet        | Rivers Inlet, Colombie-Britannique, Canada  |
| YRO  | CYRO | Aéroport d’Ottawa-Rockcliffe     | Ottawa, Ontario, Canada                     |
| YRQ  | CYRQ | Aéroport de Trois-Rivières       | Trois-Rivières, Québec, Canada              |
| YRR  |      | Aérodrome de l'Île Stuart        | Île Stuart, Colombie-Britannique, Canada    |
| YRS  | CYRS | Aéroport de Red Sucker Lake      | Red Sucker Lake, Manitoba, Canada           |
| YRT  | CYRT | Aéroport de Rankin Inlet         | Rankin Inlet, Nunavut, Canada               |
| YRV  | CYRV | Aéroport de Revelstoke           | Revelstoke, Colombie-Britannique, Canada    |

## YS
| AITA | OACI | Aéroport                                              | Lieu                                             |
| ---- | ---- | ----------------------------------------------------- | ------------------------------------------------ |
| YSA  |      | Aérodrome de Sable Island                             | Île de Sable, Nouvelle-Écosse, Canada            |
| YSB  | CYSB | Aéroport de Sudbury                                   | Sudbury, Ontario, Canada                         |
| YSC  | CYSC | Aéroport de Sherbrooke                                | Cookshire-Eaton, Québec, Canada                  |
| YSE  | CYSE | Aéroport de Squamish                                  | Squamish, Colombie-Britannique, Canada           |
| YSF  | CYSF | Aéroport de Stony Rapids                              | Stony Rapids, Saskatchewan, Canada               |
| YSG  | CYLK | Aérodrome de Lutselk'e                                | Lutselk'e, Territoires du Nord-Ouest, Canada     |
| YSH  | CYSH | Aéroport de Smiths Falls-Montague                     | Smiths Falls, Ontario, Canada                    |
| YSI  |      | Aérodrome de Parry Sound-Frying Pan Island-Sans Souci | Parry Sound, Ontario, Canada                     |
| YSJ  | CYSJ | Aéroport de Saint-Jean                                | Saint-Jean, Nouveau-Brunswick, Canada            |
| YSK  | CYSK | Aérodrome de Sanikiluaq                               | Sanikiluaq, Nunavut, Canada                      |
| YSL  | CYSL | Aérodrome de Saint-Léonard                            | Saint-Léonard, Nouveau-Brunswick, Canada         |
| YSM  | CYSM | Aéroport de Fort Smith                                | Fort Smith, Territoires du Nord-Ouest, Canada    |
| YSN  | CZAM | Aéroport de Salmon Arm                                | Salmon Arm, Colombie-Britannique, Canada         |
| YSO  |      | Aéroport de Postville                                 | Postville, Terre-Neuve-et-Labrador, Canada       |
| YSP  | CYSP | Aérodrome de Marathon                                 | Marathon, Ontario, Canada                        |
| YSQ  | ZYSQ | Aéroport de Songyuan Chaganhu (en)                    | Songyuan, Chine                                  |
| YST  | CYST | Aérodrome de St. Theresa Point (en)                   | St. Theresa Point, Manitoba, États-Unis          |
| YSU  | CYSU | Aérodrome de Summerside                               | Summerside, Île-du-Prince-Édouard, Canada        |
| YSX  |      | Hydroaérodrome de Bella Bella/Shearwater (en)         | Bella Bella, Colombie-Britannique, Canada        |
| YSY  | CYSY | Aéroport de Sachs Harbour (en)                        | Sachs Harbour, Territoires du Nord-Ouest, Canada |

## YT
| AITA | OACI | Aéroport                                 | Lieu                                          |
| ---- | ---- | ---------------------------------------- | --------------------------------------------- |
| YTA  | CYTA | Aéroport de Pembroke                     | Pembroke, Ontario, Canada                     |
| YTB  |      | Aérodrome de Hartley Bay                 | Hartley Bay, Colombie-Britannique, Canada     |
| YTD  | CZLQ | Aéroport de Thicket Portage              | Thicket Portage, Manitoba, Canada             |
| YTE  | CYTE | Aéroport de Cape Dorset                  | Cape Dorset, Nunavut, Canada                  |
| YTF  | CYTF | Aéroport d'Alma                          | Alma, Québec, Canada                          |
| YTG  |      | Aérodrome de Sullivan Bay                | Sullivan Bay, Colombie-Britannique, Canada    |
| YTH  | CYTH | Aéroport de Thompson                     | Thompson, Manitoba, Canada                    |
| YTL  | CYTL | Aéroport de Big Trout Lake               | Kitchenuhmaykoosib Inninuwug, Ontario, Canada |
| YTM  | CYFJ | Aéroport international de Mont-Tremblant | La Macaza, Québec, Canada                     |
| YTO  |      | Metropolitan Area                        | Toronto, Ontario, Canada                      |
| YTP  |      | Hydroaérodrome de Tofino-Harbour         | Tofino, Colombie-Britannique, Canada          |
| YTQ  | CYTQ | Aéroport de Tasiujaq                     | Tasiujaq, Québec, Canada                      |
| YTR  | CYTR | Base des Forces canadiennes Trenton      | Trenton, Ontario, Canada                      |
| YTS  | CYTS | Aéroport Timmins/Victor M. Power         | Timmins, Ontario, Canada                      |
| YTT  |      | Aéroport de Tisdale                      | Tisdale, Saskatchewan, Canada                 |
| YTU  |      | Aérodrome de Tasu                        | Tasu, Colombie-Britannique, Canada            |
| YTX  |      | Aéroport de Telegraph Creek              | Telegraph Creek, Colombie-Britannique, Canada |
| YTY  | ZSYA | Aéroport de Yangzhou Taizhou             | Yangzhou/Taizhou, Chine                       |
| YTZ  | CYTZ | Aéroport Billy-Bishop de Toronto         | Toronto, Ontario, Canada                      |

## YU
| AITA | OACI | Aéroport                                                  | Lieu                                           |
| ---- | ---- | --------------------------------------------------------- | ---------------------------------------------- |
| YUA  | ZPYM | Base aérienne de Yuanmou                                  | Yuanmou, Chine                                 |
| YUB  | CYUB | Aéroport de Tuktoyaktuk-James Gruben                      | Tuktoyaktuk, Territoires du Nord-Ouest, Canada |
| YUD  | CYMU | Aéroport d’Umiujaq                                        | Umiujaq, Québec, Canada                        |
| YUE  | YYND | Aéroport de Yuendumu                                      | Yuendumu, Territoire du Nord, Australie        |
| YUL  | CYUL | Aéroport international Pierre-Elliott-Trudeau de Montréal | Montréal, Québec, Canada                       |
| YUM  | KNYL | Base aéronavale de Yuma (USMC)                            | Yuma, Arizona, États-Unis                      |
| YUS  | ZLYS | Aéroport de Yushu-Batang                                  | Yushu, Chine                                   |
| YUT  | CYUT | Aéroport de Naujaat                                       | Naujaat, Nunavut, Canada                       |
| YUX  | CYUX | Aéroport de Hall Beach                                    | Sanirajak, Nunavut, Canada                     |
| YUY  | CYUY | Aéroport de Rouyn-Noranda                                 | Rouyn-Noranda, Québec, Canada                  |

## YV
| AITA | OACI | Aéroport                            | Lieu                                            |
| ---- | ---- | ----------------------------------- | ----------------------------------------------- |
| YVA  | FMCN | Aéroport d'Iconi (en)               | Moroni, Comores                                 |
| YVB  | CYVB | Aéroport de Bonaventure             | Bonaventure, Québec, Canada                     |
| YVC  | CYVC | Aéroport de La Ronge-Barber Field   | La Ronge, Saskatchewan, Canada                  |
| YVD  |      | Aérodrome de Yeva                   | Yeva, Papouasie-Nouvelle-Guinée                 |
| YVE  | CYVK | Aéroport régional de Vernon         | Vernon, Colombie-Britannique, Canada            |
| YVG  | CYVG | Aéroport de Vermilion               | Vermilion, Alberta, Canada                      |
| YVM  | CYVM | Aérodrome de Qikiqtarjuaq           | Qikiqtarjuaq, Nunavut, Canada                   |
| YVN  |      | Aérodrome de Cape Dyer              | Baffin, Unorganized, Nunavut, Canada            |
| YVO  | CYVO | Aéroport de Val-d'Or                | Val-d'Or, Québec, Canada                        |
| YVP  | CYVP | Aéroport de Kuujjuaq                | Kuujjuaq, Québec, Canada                        |
| YVQ  | CYVQ | Aéroport de Norman Wells            | Norman Wells, Territoires du Nord-Ouest, Canada |
| YVR  | CYVR | Aéroport international de Vancouver | Vancouver, Colombie-Britannique, Canada         |
| YVT  | CYVT | Aéroport de Buffalo Narrows         | Buffalo Narrows, Saskatchewan, Canada           |
| YVV  | CYVV | Aéroport de Wiarton                 | Wiarton, Ontario, Canada                        |
| YVZ  | CYVZ | Aéroport de Deer Lake               | Deer Lake, Ontario, Canada                      |

## YW
| AITA | OACI | Aéroport                                                      | Lieu                                               |
| ---- | ---- | ------------------------------------------------------------- | -------------------------------------------------- |
| YWA  | CYWA | Héliport de Petawawa                                          | Petawawa, Ontario, Canada                          |
| YWB  | CYKG | Aéroport de Kangiqsujuaq                                      | Kangiqsujuaq, Québec, Canada                       |
| YWG  | CYWG | Aéroport international James Armstrong Richardson de Winnipeg | Winnipeg, Manitoba, Canada                         |
| YWH  | CYWH | Aéroport du Port de Victoria                                  | Victoria, Colombie-Britannique, Canada             |
| YWJ  | CYWJ | Aéroport de Déline                                            | Délįne, Territoires du Nord-Ouest, Canada          |
| YWK  | CYWK | Aéroport de Wabush                                            | Wabush, Terre-Neuve-et-Labrador, Canada            |
| YWL  | CYWL | Aéroport de Williams Lake                                     | Williams Lake, Colombie-Britannique, Canada        |
| YWM  |      | Aéroport de Williams Harbour                                  | William's Harbour, Terre-Neuve-et-Labrador, Canada |
| YWP  | CYWP | Aéroport de Webequie                                          | Webequie, Ontario, Canada                          |
| YWQ  |      | Hydroaérodrome de Chutes-des-Passes/Lac Margane (en)          | Passes-Dangereuses, Québec, Canada                 |
| YWR  |      | Hydroaérodrome de White River (en)                            | White River, Ontario, Canada                       |
| YWS  |      | Hydroaérodrome de Whistler/Green Lake (en)                    | Whistler, Colombie-Britannique, Canada             |
| YWY  | CYWY | Aéroport de Wrigley                                           | Wrigley, Territoires du Nord-Ouest, Canada         |

## YX
| AITA | OACI | Aéroport                                          | Lieu                                        |
| ---- | ---- | ------------------------------------------------- | ------------------------------------------- |
| YXC  | CYXC | Aéroport de Cranbrook/Rocheuses canadiennes       | Cranbrook, Colombie-Britannique, Canada     |
| YXD  | CYXD | Aéroport d'Edonton-City Centre                    | Edmonton, Alberta, Canada                   |
| YXE  | CYXE | Aéroport John G. Diefenbaker                      | Saskatoon, Saskatchewan, Canada             |
| YXH  | CYXH | Aéroport de Medicine Hat                          | Medicine Hat, Alberta, Canada               |
| YXJ  | CYXJ | Aéroport de Fort St. John                         | Fort St. John, Colombie-Britannique, Canada |
| YXK  | CYXK | Aéroport de Rimouski                              | Rimouski, Québec, Canada                    |
| YXL  | CYXL | Aéroport de Sioux Lookout                         | Sioux Lookout, Ontario, Canada              |
| YXN  | CYXN | Aérodrome de Whale Cove                           | Whale Cove, Nunavut, Canada                 |
| YXP  | CYXP | Aéroport de Pangnirtung                           | Pangnirtung, Nunavut, Canada                |
| YXQ  | CYXQ | Aéroport de Beaver Creek                          | Beaver Creek, Yukon, Canada                 |
| YXR  | CYXR | Aéroport régional d’Earlton-Timiskaming           | Armstrong, Ontario, Canada                  |
| YXS  | CYXS | Aéroport de Prince George                         | Prince George, Colombie-Britannique, Canada |
| YXT  | CYXT | Aéroport régional du Northwest Terrace-Kitimat    | Terrace, Colombie-Britannique, Canada       |
| YXU  | CYXU | Aéroport international de London                  | London, Ontario, Canada                     |
| YXX  | CYXX | Aéroport d'Abbotsford                             | Abbotsford, Colombie-Britannique, Canada    |
| YXY  | CYXY | Aéroport international Erik Nielsen de Whitehorse | Whitehorse, Yukon, Canada                   |
| YXZ  | CYXZ | Aéroport de Wawa                                  | Wawa, Ontario, Canada                       |

## YY
| AITA | OACI | Aéroport                                            | Lieu                                                       |
| ---- | ---- | --------------------------------------------------- | ---------------------------------------------------------- |
| YYA  |      | Aéroport Yueyang-Sanhe                              | Yueyang, Chine                                             |
| YYB  | CYYB | Aéroport North Bay-Jack Garland                     | North Bay, Ontario, Canada                                 |
| YYC  | CYYC | Aéroport international de Calgary                   | Calgary, Alberta, Canada                                   |
| YYD  | CYYD | Aéroport de Smithers                                | Smithers, Colombie-Britannique, Canada                     |
| YYE  | CYYE | Aéroport Fort Nelson-Northern Rockies               | Fort Nelson, Colombie-Britannique, Canada                  |
| YYF  | CYYF | Aéroport régional de Penticton                      | Penticton, Colombie-Britannique, Canada                    |
| YYG  | CYYG | Aéroport de Charlottetown                           | Charlottetown, Île-du-Prince-Édouard, Canada               |
| YYH  | CYYH | Aéroport de Taloyoak                                | Taloyoak, Nunavut, Canada                                  |
| YYI  |      | Aéroport de Rivers                                  | Rivers, Manitoba, Canada                                   |
| YYJ  | CYYJ | Aéroport international de Victoria                  | Victoria, Colombie-Britannique, Canada                     |
| YYL  | CYYL | Aéroport de Lynn Lake                               | Lynn Lake, Manitoba, Canada                                |
| YYM  | CYYM | Aéroport de Cowley                                  | Cowley, Alberta, Canada                                    |
| YYN  | CYYN | Aéroport de Swift Current                           | Swift Current, Saskatchewan, Canada                        |
| YYQ  | CYYQ | Aéroport de Churchill                               | Churchill, Manitoba, Canada                                |
| YYR  | CYYR | Base des Forces canadiennes Goose Bay               | Happy Valley-Goose Bay, Terre-Neuve-et-Labrador, Canada    |
| YYT  | CYYT | Aéroport international de Saint-Jean de Terre-Neuve | Saint-Jean de Terre-Neuve, Terre-Neuve-et-Labrador, Canada |
| YYU  | CYYU | Aéroport de Kapuskasing                             | Kapuskasing, Ontario, Canada                               |
| YYW  | CYYW | Aéroport d'Armstrong                                | Armstrong, Ontario, Canada                                 |
| YYY  | CYYY | Aéroport de Mont-Joli                               | Mont-Joli, Québec, Canada                                  |
| YYZ  | CYYZ | Aéroport international Pearson de Toronto           | Toronto, Ontario, Canada                                   |

## YZ
| AITA | OACI | Aéroport                                  | Lieu                                           |
| ---- | ---- | ----------------------------------------- | ---------------------------------------------- |
| YZA  |      | Aéroport régional de Cache Creek-Ashcroft | Cache Creek, Colombie-Britannique, Canada      |
| YZD  | CYZD | Aéroport de Downsview                     | Toronto, Ontario, Canada                       |
| YZE  | CYZE | Aéroport de Gore Bay-Manitoulin           | Gore Bay, Ontario, Canada                      |
| YZF  | CYZF | Aéroport de Yellowknife                   | Yellowknife, Territoires du Nord-Ouest, Canada |
| YZG  | CYZG | Aéroport de Salluit                       | Salluit, Québec, Canada                        |
| YZH  | CYZH | Aéroport de Slave Lake                    | Slave Lake, Alberta, Canada                    |
| YZP  | CYZP | Aéroport de Sandspit                      | Sandspit, Colombie-Britannique, Canada         |
| YZR  | CYZR | Aéroport de Sarnia-Chris Hadfield         | Sarnia, Ontario, Canada                        |
| YZS  | CYZS | Aéroport de Coral Harbour                 | Coral Harbour, Nunavut, Canada                 |
| YZT  | CYZT | Aéroport de Port Hardy                    | Port Hardy, Colombie-Britannique, Canada       |
| YZU  | CYZU | Aéroport de Whitecourt                    | Whitecourt, Alberta, Canada                    |
| YZV  | CYZV | Aéroport de Sept-Îles                     | Sept-Îles, Québec, Canada                      |
| YZW  | CYZW | Aéroport de Teslin                        | Teslin, Yukon, Canada                          |
| YZX  | CYZX | Base des Forces canadiennes Greenwood     | Greenwood, Nouvelle-Écosse, Canada             |
| YZY  | ZLZY | Aéroport de Zhangye-Ganzhou               | Zhangye, Chine                                 |
| YZZ  |      | Aéroport de Trail                         | Trail, Colombie-Britannique, Canada            |